# Antonio Paz y Meliá
Antonio Paz y Mélia (Talavera de la Reina, 1842-Madrid, 13 de enero de 1927) fue un bibliógrafo e historiador español.

## Biografía
Nacido en 1842 en la localidad toledana de Talavera de la Reina, realizó sus primeros estudios en dicha ciudad con "un viejo eclesiástico" y más tarde se licenciaría en Filosofía y Letras por la Universidad Central. Fue empleado por oposición del Banco de España en 1866; matriculado en la ESD, perteneció por oposición desde 1869 al cuerpo de Archiveros, Bibliotecarios y Arqueólogos y trabajó como jefe del Departamento de Manuscritos en la Biblioteca Nacional de Madrid. Fue también bibliotecario en las casas ducales de Alba y Medinaceli. Se jubiló en 1911, después de haber sido secretario general del Cuerpo Facultativo de Archiveros, Bibliotecarios y Arqueólogos y segundo jefe de la Biblioteca Nacional (1887-1892). 
Fue amigo del conde de las Navas, Juan Gualberto López-Valdemoro, y consiguió incorporar a los fondos de la Biblioteca Nacional la del Duque de Osuna. Promovió la Exposición Histórico-Europea de 1892 y preparó, durante la dirección de Manuel Tamayo y Baus, el traslado de la Biblioteca Nacional desde el antiguo edificio de la plaza de la Encarnación al Palacio de Recoletos donde figura actualmente. Fue miembro de la Comisión oficial organizadora del Archivo de Indias, ligado tradicionalmente al Ministerio de Ultramar, antes de que este pasara a depender del Ministerio de Fomento y del Cuerpo de Archiveros.
Colaboró en diversas publicaciones periódicas activamente: La Ilustración Española y Americana, Revista de Archivos y Bulletin Hispanique. Publicó el Catálogo de las piezas de teatro manuscritas de la Biblioteca Nacional en dos volúmenes (1934). A él se deben también los catálogos de los archivos de la casa de Alba y de la casa de Medinaceli. Colaboró en Colección de documentos inéditos para la Historia de España, Colección de Escritores Castellanos y Bibliófilos españoles. Estudió y editó textos de Juan Rodríguez de la Cámara, Gómez Manrique, Alfonso de Palencia, Fernando de la Torre, Juan de Castellanos, Jerónimo de Barrionuevo, Juan de Escóiquiz etc. y crónicas y opúsculos literarios de los siglos XIV al XVI. Especialmente importante fue su edición de la Biblia de Alba traducida del hebreo por el hispanojudío guadalajareño Moisés Arragel (1920-1922). Como creador compuso sólo una comedia, titulada Los cautivos.
También colaboró en proyectos de inspiración institucionista como las bibliotecas circulantes, en el equipo de Rafael Altamira, secretario del Museo Pedagógico Nacional, poniendo "la educación a disposición de los trabajadores". Falleció el 13 de enero de 1927 en Madrid y fue enterrado en el cementerio de la Almudena.
Fue padre del historiador Julián Paz y abuelo del bibliógrafo Ramón Paz.

## Obras
- Edición de Biblia. Antiguo Testamento. Traducida del hebreo al castellano por Rabbí Mosé Arragel de Guadalfajara (1422 - 1433) y publicada por el Duque de Berwick y Alba Madrid: Imprenta Artística, 1920 y 1922, 2 vols. Se hicieron sólo 300 ejemplares.[7]
- Edición y estudio de la Conquista de Nápoles y Sicilia y relación de Moscovia por el duque de Berwick. Madrid, 1890
- Edición y estudio de los Avisos de Jerónimo de Barrionuevo (1654-1658). Precede una noticia de la vida y escritos del autor; Madrid, 1892-1893
- Edición de Juan Cristóbal Calvete de Estrella, Rebelión de Pizarro en el Perú y vida de D. Pedro Gasca Madrid, 1889
- Vida de Carlos III escrita por el conde de Fernán-Núñez; publicada con la biografía del autor, apéndices y notas por Alfred Morel-Fatio, y A. Paz y Mélia; y un prólogo de Juan Valera. Madrid: librería de Fernando Fe, 1898.
- Edición de Cancionero de Gómez Manrique. Madrid, 1885
- Edición de Sales españolas ó Agudezas del ingenio nacional Madrid, 1890-1902
- Edición de Juan de Castellanos, Historia del nuevo Reino de Granada, Madrid, 1886.
- La cuestión de las Bibliotecas Nacionales y la difusión de la cultura Madrid: 1911.
- El cronista Alonso de Palencia: su vida y sus abras; sus décadas y las crónicas contemporáneas Madrid: The Hispanic Society of America, 1914
- Edición de las Memorias de Juan de Escóiquiz (1807-1808) Madrid, 1915
- Edición del Cancionero y obras en prosa de Fernando de la Torre. Dresde; Gesellschaft für Romanische Literatur, 1907.
- Series de los más importantes documentos del Archivo y Biblioteca del Excmo. Señor Duque de Medinaceli Madrid, 1915-1922
- Series de los más importantes documentos del Archivo y Biblioteca del exmo. Señor Duque de Medinaceli. Madrid, 1915-1922
- Catálogo abreviado de papeles de Inquisición Madrid, 1914